# محمود نامجوی
محمود نامجوی (۳۰ شهریور ۱۲۹۷ – ۳۰ دی ۱۳۶۸) وزنه‌بردار ایرانی بود. وی با کسب سه مدال طلا، یک مدال نقره و دو مدال برنز در قهرمانی‌های وزنه‌برداری جهان و همچنین یک نشان نقره و یک برنز بازی‌های المپیک و یک نشان طلا و یک برنز بازی‌های آسیایی یکی از وزنه‌برداران پرافتخار تاریخ ایران و جهان می‌باشد. او همچنین دارای عناوین قهرمانی ایران در رشته‌های ورزشیِ کُشتی و زیبایی اندام بود. نام او به عنوان نخستین ایرانی دارندهٔ نشان طلای جهان در ورزش حرفه‌ای به ثبت رسیده است.

## زندگی‌نامه

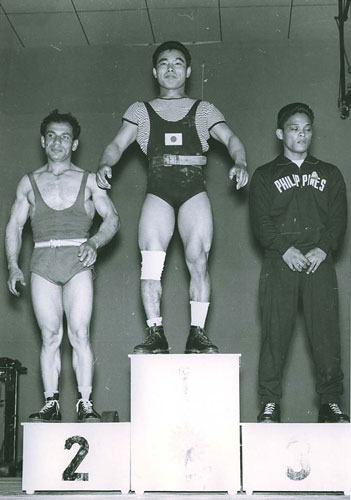
محمود نامجوی روی سکوی دوم بازی‌های آسیایی ۱۹۵۸ توکیو

محمود نامجوی در سال ۱۲۹۷ خورشیدی در محلهٔ استادسرای رشت به دنیا آمد. پدرش مشهدی تقی به کار تجارت اشتغال داشت. او علاوه بر وزنه‌برداری در ورزش زورخانه‌ای، ژیمناستیک، بدن‌سازی و کشتی نیز فعالیت داشت و در ۱۸ سالگی عنوان قهرمانی کشور در رشتهٔ کشتی را به دست آورد.
نامجوی نخستین مدال طلای جهانی وزنه‌برداری را در قهرمانی جهان لاهه ۱۹۴۹ برای ورزش ایران به ارمغان آورد و در بازی‌های آسیایی دهلی نو ۱۹۵۱ نخستین وزنه‌بردار آسیایی شد که توانست رکورد جهانی را ترقی دهد. از شگفتی‌های نامجوی کسب مدال در مسابقات قهرمانی جهان، در سن ۳۸ سالگی بود.
محمود نامجوی سرانجام در ۳۰ دی ۱۳۶۸ در بیمارستان مهر تهران بر اثر عوارض ناشی از تمرین‌های سنگین ورزشی و کهولت سن درگذشت و در قطعهٔ ۲۲ بهشت زهرا تهران به خاک سپرده شد. از او چهار دختر و یک پسر به جا مانده است.
تندیس او در خیابان نامجوی رشت، روبروی دانشکدهٔ علوم پایهٔ دانشگاه گیلان نصب شده است.
نام‌خانوادگی او نامجوی می‌باشد ولی همه او را «نامجو» می‌شناسند. پدرش تقی‌خان و مادرش سکینه خاتون بود. تقی‌خان فرزند عبدالله خان پاپروسی، و سکینه خاتون دختر اسدالله خان شهریاری، معروف به اسدی علاقمند، است، نامجو سال ۱۲۹۷ درکوی استاد سرای رشت به دنیا آمد.
اسدالله‌خان از مشروطه‌خواهان بنام رشت بود که محمود او را در کودکی بابا اسدالله خطاب می‌کرد تقی‌خان، پدر محمود، مردی خوش‌اندام بود و به ورزش هم علاقه داشت؛ به طوری که خود در جوانی روی موازنه عملیاتی جالب انجام می‌داد و سوارکاری هم می‌کرد. تقی‌خان ابتدا در سیقلان رشت در کار خرید و فروش مقواهای وارداتی از روسیه بود؛ ولی پس از مدتی این شغل را رها کرد و یک کارگاه سیگارسازی و جعبه‌سازی مشغول به کار شد.
محمود که بعدها دوستانش به وی چینی می‌گفتند یازده ساله بود که به فکر ورزش افتاد. در این هنگام اصلاً به فکر قهرمانی نبود؛ شاید هم هیچ وقت باور نمی‌کرد روزی در سکوی افتخار قهرمانی جهان، آن هم نه برای یک بار، بلکه برای چندبار، قرار گیرد. هدفش از ورزش، قوی‌شدن و تندرستی بود.
ورزش باستانی و کشتی محلی گیلک‌ها
پس از مدتی در مرحله ارمنی‌نشین بیرون شهر رشت، به نام بولاغ، زورخانه‌ای بود که پای نامجو به آن باز شد و در این مکان بود که وی با ورزش باستانی و زورخانه‌ای آشنا گردید و در همین محل، کشتی محلی گیلک را تمرین می‌کرد و به مصاف مدعیان زورآزمایی می‌رفت. کمتر کشتی‌گیر هم وزن و هم‌قدی بود که می‌توانست حریف او و دوستش، هاشم ستوده، شود. جایزه‌ای برای این کشتی وجود داشت که به زبان محلی به آن «برم» می‌گفتند.
نامجو وقتی این جایزه را می‌برد، آن را به حریف باخته خود می‌داد. وقتی علت این کار را می‌پرسیدند، می‌گفت: «این کار صفای خاص خودش را دارد». او این خصلت را از زورخانه و آداب آن یادگرفته بود. نامجو در کشتی محلی گیلک به قهرمانی رسید. استادنی چون رضا هاشم‌زاده، رضا لاجی، پهلوان محمدمقدم، رضا رباطی، حاج الماس و شیخ نداف، او را در راه رسیدن به این مقام، آن هم در نوجوانی، تعلیم داده و کمک کرده بودند.
یکی از خصلت‌های نامجو، گرامی داشتن نام کسانی بود که در شئون مختلف ورزشی او را آموزش داده، همراهی کردند و با وی همکاری داشتند. او در هر مصاحبه و خطاب از آنها نام می‌برد.
اولین نشان افتخار
نامجو قبل از آمدن به تهران در سال ۱۳۱۶، در چندین جشن بزرگ ورزشی در گیلان شرکت کرد، که از مهم‌ترین آنها شرکت در جشن بزرگ هزاره فردوسی در سال ۱۳۱۴ بود، که به صورت یک جشن ملی درآمده بود. محمود نامجو در این مراسم، در جلوی عمارت بلدیه (شهرداری) به عملیات آکروباتیک پرداخت و برای اولین بار نشان افتخار گرفت.
نامجو در بیست سالگی به تهران آمد و با کمک یکی از دوستان خود، در یک کارگاه نجاری، واقع در خیابان سوم اسفند، کاری برای خود دست و پا کرد. این کارگاه نزدیک باشگاه یا کلوب ورزشی ورزنده بود. نامجو برای تمرین شمشیربازی و ژیمناستیک، در این باشگاه نام‌نویسی کرد که در آنجا وزنه‌برداری نیز تعلیم داده می‌شد. او که در سال‌های قبل از این در عملیات آکروباتیک و قهرمانی در رشت آشنایی داشت، با بلند کردن وزنه تا حدودی آشنایی داشت، به‌خصوص که عملیات قهرمانی سنگ بلندکنی بزرگانی چون احمد درخشان، قدیر بیشه‌بان و سیدعلی کم سخن را بارها و بارها از نزدیک مشاهده کرده بود.
در همین سال‌ها، یعنی ۱۳۱۶، اولین هالتر به وزن ۱۱۰ پوند (حدود ۵۰ کیلوگرم)، توسط عبدالله نادری از کلکته وارد ایران شد و یک چدن کار در خیابان منوچهری، با استفاده از پولوس گاردان اتومبیل، از روی آن صفحه هالتر درست کرد. قبل از آن، حسن هاشمی هالتری ساخته بود که کارایی لازم را نداشت. یکی از این هالترها که در خیابان منوچهری ساخته شده بود، در باشگاه ورزنده، در کوچه میرشکار، خیابان سوم اسفند، مورد استفاده وزنه‌بردارانی چون امیرحسین آریاپور (دکتر)، غلامرضا نصیری، فرامرز شیرشکار (تیمسار) و انوشیروان حیات غیب قرار می‌گرفت.
برای شرکت در مسابقات قهرمانی در ۱۳۱۷، نامجو به اتفاق احمد درخشان با آقای حیات غیب آشنا شد و به دعوت او برای آزمایش روی تخته رفت و موفق شد ۶۰ کیلوگرم را پرس کند. نامجو به تشویق حیات غیب، تمرینات خود را در این محل و بعداً در منزل مسعود ورزنده، در خیابان ژاله(۱۷ تیر) و سپس در باشگاهی نزدیک بیمارستان دکتر مروت، در خیابان نادری، که سالن ورزش داشت، ادامه داد. نامجو در اثر علاقه و پشتکار و تمرینات مداوم، در سال ۱۳۱۹ آمادگی خود را برای شرکت در مسابقات قهرمانی کشور اعلام کرد.
زورخانه نوروزخان
محمود نامجو اصول و آداب شرکت در ورزش زورخانه‌ای و گود رفتن را در زورخانه محله ارمنی‌نشین بولاغ رشت فرا گرفته بود. در همان اوایل اقامت در تهران، یکی از باستانی‌کاران، شبی او را به زورخانه نوروز خان، واقع در میدان ابوذر جمهوری (پانزده خرداد) برد. پهلوان حاج محمدصادق بلورفروش، پهلوان سیدحسن رزاز (شجاعت) و حریم شیشه، آن شب در زورخانه برای تمرین گرد آمده بودند. آنها به اشاره دوست باستانی‌کار، برای نامجو لنگ آوردند تا وارد گود شود. حاج محمدصادق که از طرز لنگ بستن نامجو به فراست دریافته بود که او اهل کجاست، از وی احوال حاج‌آقا رضا، پهلوان رشت را جویا می‌شود و بدین ترتیب به نامجو می‌فهماند که پی‌برده است وی اهل کجاست.
نامجو ماجرای آن شب و ملاقات با پهلوان مشهور، حاج محمدصادقی، را چنین نقل کرده است: «پس ازاینکه در گود، یک دست کامل ورزش انجام دادم، حاج محمدصادق گفت حالا با رفیقت کشتی بگیر، چون مرد محترمی بود. حرفش را قبول کردم؛ ولی با دوستم شروع به موش و گربه‌بازی کردم. حاجی فهمید و گفت:پهلوان، شما موش و گربه بازی می‌کنید…! بعد حاجی یک مرد قوی هیکل را جدا کرد و گفت با او کشتی بگیر. بعد از این من در اول کار یک لنگ بستم و شروع کردم به فروکوبیدن، دستش را کشیدم و بردمش بالای گود گذاشتم. چنان سریع این کار را کردم که خودش تعجب کرد. عصبانی شد. آمد پایین که ادامه بدهد. حاجی لنگ انداخت وسط گود و کشتی را تمام شده اعلام کرد».
خدمت وظیفه
دوست نامجو، هاشم، که دوره سربازی خود را در ضدهوایی می‌گذارند. روزی به او پیشنهاد کرد در جشن سربازخانه شرکت کند. نامجو در آن جشن با یک گروه آکروبات باز برنامه جالبی اجرا کرد.
وقتی با تشویق افسران آن پادگان روبه‌رو شد، از آنان خواست او را خارج از نوبت به خدمت سربازی ببرند و بدین گونه نامجو به سربازی رفت. در حین خدمت، به تربیت بدنی رفت و در آنجا استاد امان پادگورنی را مشغول تمرین دادن به وزنه‌برداری دید. آنها او را به پادگورنی معرفی کردند. استاد دستور داد نامجو لخت شود و وقتی ورزیدگی بدن او را دید، گفت: این جوان را ول نکنید. از همان‌جا پادگورنی برنامه‌ای ترتیب داد تا نامجو در محل تمرین وزنه‌برداران در دانش سرای مقدماتی، در خیابان روزولت سابق و شهید مفتح فعلی، حاضر شود. نامجو هر روز با پای پیاده از پادگان ضدهوایی در امام‌زاده حسن خود را به استادیوم امجدیه (شیرودی) می‌رساند و به تمرین می‌پرداخت. یک روز پادگورنی، که در آن ایام در دانشکده افسری تعلیم می‌داد، ترتیبی داد تا نامجو از پایگاه ضدهوایی به دانشکده افسری منتقل شود.
شرکت در مسابقات قهرمانی
نامجو در ایام خدمت‌سربازی در دانشکده افسری، از محل استراحت و غذای خوب برخوردار بود و در سالن مجهز دانشکده افسری، همراه با افراد مشهوری چون ابوالقاسم سخدری، سخایی، مهینی، سلامی نژند، هم تمرین می‌کرد و هم تمرین می‌داد.
سه نفر از این افراد، یعنی سخدری، سخایی و مهینی، بعدها در المپیک لندن، در رشته‌های کشتی، تیراندازی و وزنه‌برداری شرکت کردند. نامجو در دومین دوره مسابقات قهرمانی ایران(۱۳۱۹)، در صحنه مسابقهات ظاهر شد و توانست به راحتی رکورد ۲۵۰ کیلوگرم در مجموع ۳ حرکت را به دست آورد. او با این حد نصاب موفق شد ۳۴ کیلوگرم حد نصاب قهرمان سال قبل ایران، یعنی هفت صندوقی از قزوین، را ترقی دهد.
در سال ۱۳۲۰، مسابقات به علت اشغال ایران توسط متفقین و جنگ دوم انجام نشد، ولی از ۱۳۲۱ تا ۱۳۳۰ نامجو در مسابقات قهرمانی ایران، گاهی از تهران و گاهی از رشت، شرکت کرد و مقام نخست و دوم وزنه‌برداری را به دست آورد.
پیروزی‌های ده ساله نامجو و عضویت در تیم ملی
پس از آنکه در اثر تمرینات و مراقبت‌های مسئولان فدراسیون و تربیت بدنی، سطح رکوردهای وزنه‌برداران بالا رفت و قابلیت شرکت در مسابقه‌های برون مرزی را پیدا کردند. اندکی پس از پذیرفته شدن ایران در فدراسیون بین‌المللی وزنه‌برداری، فدراسیون ایران از مقامات جهانی و فدراسیون وزنه‌برداری فنلاند، که مسابقه‌های اروپایی را در سال ۱۹۴۷ م(۱۳۲۵ ش) در شهر هلسینکی برگزار می‌کردند، تقاضا کرد که تیم ایران در آن مسابقه‌ها حضور یابد. در این سال، محمود نامجو به همراه سلماسی، مهینی، میرقوامی و رئیسی، به عضویت تیم ملی درآمد و این تیم به صورت میهمان در مسابقه‌های اروپایی آن سال شرکت کرد.

## اولین تجربه در بازی‌هایالمپیک لندن
فهرستی از بهترین وزنه‌برداران جهان در فاصله ژوئن ۱۹۴۸ تا مارس ۱۹۴۸، از جانب فدراسیون بین‌المللی منتشر شده که ارگان فدراسیون وزنه‌برداری سوئد آن را در نشریه خود چاپ کرده است. براساس این فهرست، در دسته خروس وزن، ازداروف روسی با ۳۰۵ کیلوگرم، در رده نخست و نامجو با ۲۷۵ کیلوگرم، در مرتبه هفتم جدول قرار دارند.
نامجو قبل از بازی‌های لندن در مسابقه‌ای در سوئد، توانست به حد نصابی برابر ۵/۲۸۷ کیلوگرم دست یابد(۵/۸۷+۵/۸۷+۵/۱۱۲)؛ اما در همین مسابقه، در بار چهارم ۹۱کیلوگرم را در یک ضرب و ۱۲۱ کیلوگرم را در دو ضرب به عنوان حد نصاب جهانی آزمایش کرد.
بدین ترتیب، می‌بینیم که نامجو توان کسب حد نصابی برابر با ۵/۲۹۷ کیلوگرم را در فاصله کوتاهی از بازی‌ها داشت. این حد نصاب در بازی‌های لندن می‌توانست نامجو را به مقام دوم و کسب نشان نقره برساند، اما تقدیر، اوضاع و احوال دیگری را رقم زد.
در لندن، هیئت ورزشی ۵۱ نفره، ایران را ابتدا در اردویی با ورزشکاران اروپایی و آمریکایی در «اکس بریج» جای دادند؛ ولی معلوم نشد به چه علت آنان را به اردویی دیگر در محل «اکتون اسکول»، که هندی‌ها و پاکستانی‌ها را در آن جای داده بودند، منتقل کردند. وسایل تمرین ناقص بود و ورزشکاران ما از محل تمرین دور و بالاتر از همه، غذای تند و چاشنی‌دار هندی در اردو بود. این دگرگونی و سوء تغذیه به نامجو بیش از دیگران لطمه زد و او دچار بیماری شد.
سردبیر مجله نیرو و تندرستی، چاپ لندن، در ماه مارس ۱۹۴۸، قبل از بازی‌های المپیک، در مقاله‌ای نوشته بود: «واقعه خارق‌العاده‌ای در دفتر هیئت تحریریه مجله رخ داد. محمود نامجور، وزنه‌بردار اعجاب‌انگیز ایرانی، به دیدن ما آمده بود. هنگام خروج از دفتر، من هالتر ۱۶۵ پوندی (۷۵ کیلویی) را که در دفتر مجله بود، نشانش دادم، به این امید که شاید قدرت بی‌نظیر خود را به ما نشان دهد. نیم تنه‌اش را بیرون آورد. گره کروات و دکمه یقه خود را باز کرد و بی‌آنکه آستین بالا بزند، وزنه را دوبار بر سینه قرار داد و چهار بار حرکت پرس کامل انجام داد، بی‌آنکه لحظه‌ای برای تنفس مکث کند. در دنیا چند نفر در دسته خروس وزن می‌توانند چنین قدرت شگرفی از خود نشان دهند؟»
همین مجله بعد از درخشش نامجو در دو ضرب، نوشت:
«نامجو وزنه‌ها را آهسته و ملایم از زمین برمی‌دارد؛ حتی از مبتدیان هم آهسته‌تر؛ به قدری آرام و آهسته که به نظر می‌رسد شکستش حتمی است؛ اما قدرت کشیدن وزنه به بالا در او باور نکردنی است. این خود عظمت او را به عنوان وزنه‌بردار نشان می‌دهد. قیافه مصمم او حاکی از لجبازی او روی تخته بود. عضلات عجیبش از پس لباس معمولی هیچ آثاری از ورزیدگی او نشان نمی‌دهد. به سختی می‌شود باور کرد جثه کوچک او را زیر آن بارانی سفیدرنگ. در دنیا هرگز بدن ریزاندامی مثل نامجو وجود نداشته است. تندرست و نیرومند است…».
حد نصاب‌های جهانی
در بازی‌های ۱۹۴۸ لندن، بخت با نامجو یار نبود. تیم وزنه‌برداری ایران فاقد مربی بود. عبدالله نادری که می‌توانست مربیگری تیم را عهده‌دار باشد، رئیس فدراسیون مشت‌زنی بود و مراقبت از مشت‌زنان را به عهده داشت. مسابقه روز اول که وی در آن شرکت داشت، خالی از اشکال نبود و حال نامساعد مزاجی مزید بر علت شد و نامجو را از رفتن روی سکوی قهرمانی محروم کرد.
ورود به صحنه مسابقات جهانی
مسابقه‌های جهانی سال بعد، در شهریور ۱۳۲۸، در شوینیگن (نزدیک لاهه، در هلند) برگزار شد و نامجو در دسته خروس وزن شرکت کرد. او قبل از این مسابقه، در سوئد به سر می‌برد و در مسابقه‌های کشوری اسکاندیناوی و شمال اروپا رکوردگیری کرد. در این رکوردگیری، موفق شد در حرکت یک ضرب، ۹۶ کیلوگرم بردارد، که از رکورد جهانی خودش ۵/۱ کیلوگرم بیشتر بود و در حرکت دو ضرب، ۱۲۸ کیلوگرم را بلند کرد، که از رکورد قبلی جهانی خودش ۵/۳ کیلوگرم بیشتر بود. در مجموع، نامجو۵/۳۱۶ کیلوگرم به دست آورد(۵/۹۲+۹۶+۱۲۸)، که از رکورد جهانی متعلق به جو دی پی‌اترو آمریکایی، قهرمان المپیک لندن، ۹ کیلوگرم بیشتر بود. البته رکورد ۳۱۵ به ثبت رسید؛ زیرا در مجموع، ضریب ۵/۲ محاسبه می‌شود.
نامجو پس از جابه‌جا کردن حدنصاب‌های جهانی، آن هم به مقدار زیاد، مورد ستایش مطبوعات کشورهای اروپایی، به‌خصوص اسکاندیناوی قرار گرفت. باقر کاظمی (مهذب الدوله)، سفیر ایران در استکهلم، میهمانی مفصلی به افتخار نامجو ترتیب داد که در آن، تیمسار سپهبد جهانبانی و شرکت کنندگان در جشن‌های لینگیاد (فتح‌الله امیرعلایی، اسماعیل سهی‌کیش، محمدتقی جعفریان و یحیی سرابی) هم شرکت داشتند.
قبل از برگزاری مسابقه جهانی سال ۱۹۴۹، نامجو در اول تیرماه سال ۱۳۲۷(۲۲ ژوئن ۱۹۴۹) در باشگاه نیرو و تندرستی(health and strength) در یک جلسه رکوردگیری با حضور سفیر ایران در لندن (احتمالا آقای محسن رئیس) و گروه کثیری از علاقه‌مندان و اسکار استیت، معاون دبیرکل فدراسیون بین‌المللی وزنه‌برداری، شرکت کرد.
جریان اقامت نامجو در لندن و در باشگاه نیرو و تندرستی و ماجرای رکوردشکنی او، در شماره چهاردهم ژوئن مجله نیرو و تندرستی، به مدیریت جرج کرکلی، مفسر و کارشناس معروف و داور بین‌المللی وزنه‌برداری، به چاپ رسید. این مقاله مفصل، در آن روزها توسط جلیل شهناز، قهرمان معروف دو و میدانی کشور، به فارسی برگردانده شد. در اینجا قسمت مربوط به رکوردگیری نامجو و اظهار نظر مفسر آن مجله را می‌آوریم:
«... نامجو خود را برای رکوردگیری آماده ساخت. ابتدا بدن خود را گرم کرد. سپس در میان سکوت مطلق و انتظار زیاد حضار، مقدار رکورد خود را از ۲۰۳ و سه چهارم پوند(۵/۹۲ کیلوگرم) به ۲۰۹ و یک چهارم پوند (۹۶ کیلوگرم) رسانید. سپس برای حرکت دو ضرب، وزنه ۲۷۵ پوند(۱۲۵ کیلوگرم) را انتخاب کرد که بالاتر از رکورد جهانی بود، و آن را بالا برد. البته معلوم بود که بیشتر از این هم می‌تواند بردارد. هالتر مورد استفاده هم کاملاً مطابق استاندارد بین‌المللی بود»
مجله مزبور، آنگاه راجع به خصوصیات نامجو، مطالب زیر را منتشر نمود:
«نامجو که در انگلستان به نم «nam» مشهور است، خاطراتش را این گونه بیان می‌کرده است:
نم از خانواده ثروتمندی نبوده و از روی آموزش و پرورش صحیحی نیز تربیت نشده است. نم معتقد است که یک وزنه‌بردار نمی‌تواند فقط با کار کردن، مقام قهرمانی را احراز نماید. او بنا به اظهار خودش، قبل از وزنه‌برداری، چهار سال در ورزش‌های با اسباب (ژیمناستیک) و دو سال در شمشیربازی کار کرده و مقام قهرمانی به دست آورده است. نم، اینک جوانی ۳۱ ساله و مجرد است. به الکل و دخانیات هیچ علاقه‌ای ندارد. از خوردن سرکه، تخم مرغ و قهوه می‌پرهیزد و برعکس علاقه زیادی به خوردن گوشت گاو، گوجه‌فرنگی و شکر دارد.
نرمش عضلات او بی‌نهایت قابل توجه است. حتی در حالت عادی، فوراً می‌توان فهمید که او دارای تناسب اندام و عضلاتی ورزیده است. گذشته از همه اینها، نامجو جوانی است سخی، فروتن، خوش قلب و مهربان، او قهرمانی است نیرومند و مترقی.»
نامجو بعد از این رکوردشکنی، به سوئد سفر کرد و زیر نظر استادان سوئدی به تمرینات خود ادامه داد. در کنار این تمرینها، به ژیمناستیک هم می‌پرداخت. او در ضمن این سفر، می‌گوید:
«در سوئد، وقتی به خیابان می‌رفتم، مردم هورا می‌کشیدند و زنده باد می‌گفتند. جزئی از مردم سوئد شده بودم. بعد به کپنهاگ دعوت شدم. از سوئد مستقیم رفتم به دانمارک. دانمارکی‌ها چند نفر قهرمان جهان داشتند. من از آنها هم چیزهایی یادگرفتم و رکوردهای دنیا را ترقی دادم».
اولین طلای جهانی ایران
از افتخارات بزرگ محمود نامجو، کسب اولین نشان طلا از مسابقات رسمی جهانی برای ایران است.
«شوینینگس» ییلاق اهالی لاهه است که میزبان مسابقه جهانی سال ۱۹۴۹ بود. این محل تا مرکز لاهه، ۱۵ کیلومتر فاصله دارد و مسابقه جهانی در سالن سیرک آن انجام شد. نامجو که پرچم ایران را در رژه کشورها حمل می‌کرد، بلافاصله پس از پایان مراسم و تشریفات، آماده مسابقه شد.
در این مسابقه‌ها، نامجو با حریف آمریکایی، جو-دی پی‌اترو، در مجموع دو حرکت پرس و یکضرب مساوی شد. اما با اراده خلل ناپذیرش، در حرکت دو ضرب ۵/۱۷ کیلوگرم از او جلو افتاد و با مجموع ۵/۳۱۲ کیلوگرم قهرمان جهان و برنده نشان طلا شد. او ۵/۹۷ کیلوگرم را در یک ضرب بلند کرد، که با دو چراغ سفید و یک قرمز همراه بود و همین امر باعث شد حد نصاب جهانی او به ثبت نرسد. در حرکت دو ضرب هم ۵/۱۲۷ کیلوگرم را که حد نصاب جهانی بود. بالا برد، ولی داوران آن را خطا محسوب کردند.

## مسابقه‌های جهانی ۱۹۵۰ پاریس و دومین نشان طلا
قرار شد برای شرکت در مسابقه قهرمانی کشور در سال ۱۳۲۹، افراد گزینش شوند. نامجو در حالی که نیازی به شرکت در مسابقه‌های انتخابی نداشت. برای برپایی حد نصاب جهانی، در این مسابقه‌ها حاضر شد. این مسابقه‌ها در حیاط باشگاه نیرو و راستی، با حضور چند هزار تماشاچی انجام شد، که در نتیجه، نامجو در حرکت یکضرب، ۱۰۰ کیلوگرم را با موفقیت بالای سر برد و ۵/۲ کیلوگرم حد نصاب قبلی جهان را ترقی داد. نامجو با برداشتن ۱۲۵ کیلوگرم در دو ضرب، مجموعاً ۳۲۰ کیلوگرم به دست آورد و حد نصاب خود را که در مسابقه‌های جهانی سال قبل از آن (۱۹۴۹) در هلند به دست آورده بود، ترقی داد.
اولین دوره بازی‌های آسیایی ۱۹۵۱
روز چهارم بهمن ۱۳۲۹، در سالن باشگاه نیرو و راستی، غوغایی برپا شد. جمعیت مشتاق تمام فضای سالن را پرکرده بود. به طوری که، به قول معروف، جایی برای سوزن انداختن نبود. نامجو در دسته خروس وزن به روی صحنه آمد. او در حرکت پرس ۹۵ کیلوگرم، در یکضرب ۵–۹۲ و در دو ضرب ۱۳۰ کیلوگرم را بالا برد و به مجموع ۵/۳۱۷ کیلوگرم دست یافت که پنج کیلوگرم از حد نصاب جهانی وی که در مسابقات جهانی پاریس ۱۹۵۰ از خود به جای گذاشته بود، بیشتر بود و به این ترتیب نامجو به عنوان فرد شاخص تیم ایران در بازی‌های آسیایی شرکت کرد.
اولین طلای آسیایی
نامجو در دهلی‌نو، در دسته خروس وزن به روی صحنه آمد و هموطن او، علی میرزایی، نیز در همین دسته، در کنار نامجو وزنه‌برداری کرد. نامجو در این مسابقه‌ها با رکورد ۵/۳۱۷ کیلوگرم (۵/۹۲+۵/۹۷+۱۳۰)حد نصاب جهانی خود را تکرار کرد و اولین نشان طلای بازی‌های آسیایی را برای خود و ایران به دست آورد.
دراین بازی‌ها، در یک مسابقه پرورش اندام، که «آقای آسیا» در سال ۱۹۵۱ نامیده شد، یک هندی به نام پاریمال روی اول شد و نامجو با ۵۹۶ امتیاز به مقام دوم آسیا دست یافت.
دومین نشان طلای جهانی
مسابقات قهرمانی جهان، اواخر اکتبر سال ۱۹۵۱(اوایل آبان ۱۳۳۰)با شرکت ۱۷ کشور در میلان برگزار شد. روس‌ها، که سال قبل نایب قهرمان جهان شده بودند، این بار غایب بزرگ مسابقات بودند. این امر موجب شد نامجو با آرامش خاطر و اعتماد به نفس بیشتری نسبت به سال قبل، که طی آن با حریف قدر روسی به نام چی‌میشکیان رقابت تنگاتنگ داشت، در صحنه ظاهر شود.
رقیب ایرانی وی، یعنی علی میرزایی، که در اوج قدرت بود، موفق شد در دو حرکت پرس و یکضرب، پا به پای نامجو و مساوی با او به حد نصابی برابر با ۵/۱۸۷ کیلو دست یابد، اما آن ایام نه میرزایی بلکه هیچ وزنه‌برداری در جهان قادر نبود در حرکت دو ضرب با نامجو به رقابت بپردازد. در این حرکت تمام وزنه‌برداران شرکت کننده در مسابقات میلان آزمایش‌های سه‌گانه خود را به اتمام رساندند و صحنه را ترک گفتند و این نامجو بود که یکه و تنها و بدون رقیب، در سه آزمایش پیاپی و بدون استراحت طولانی، هم به نشان طلا دست یافت و هم حد نصاب جهان را به دست آورد. او در آزمایش نهایی در این حرکت، ۱۳۰ کیلو را برداشت و با مجموع ۵/۳۱۷ کیلو(۱۳۰+۵/۹۷+۹۰)یک حد نصاب جدید دیگر برای مسابقات جهانی برپا کرد.
اولین نشان المپیک و نخستین نقره المپیک برای ایران
در بازی‌های هلسینکی، نامجو در دسته خروس وزن شرکت کرد. او در سال‌های بعد از المپیک لندن در سه مسابقه پی‌درپی جهانی برنده نشان طلا شده و حد نصاب‌های جهانی بسیاری را برپا کرده بود. روس‌ها در این بازی‌ها حضور داشتند و یک رقیب تازه‌نفس برای شکست دادن نامجو به صحنه آورده بودند تا هم برنده نشان طلا شوند و هم شکست سال ۱۹۵۰ قهرمان ملی خود، چی میشکیان گرجی، را جبران کند.
تمرینات سخت و جانفرسای نامجو برای کسب افتخارات در سال‌های قبل از این بازی‌ها، فشار زیادی را بر ستون فقرات او وارد کرده بود و همین امر موجب شد که حریف تازه‌نفس، به نام ایوان ادودف، از کهولت ورزشی و آسیب دیدگی وی نهایت سود را ببرد. امتیاز دیگر حریف نامجو، این بود که داور وسط این مسابقه، بوخارف، از شوروی بود. به هر صورت نامجو در پرس با حریف روسی مساوی کرد. در یکضرب، ۵/۲ و در دوضرب، ۵ کیلوگرم از او عقب ماند و به نشان نقره رضایت داد. این نخستین نشان نقره المپیک بود، که در ۲۵ ژوئیه ۱۹۵۲ برای ایران به دست آمد.
۱-ایوان ادودف (شوروی)۳۱۵ کیلوگرم
۲-محمود نامجو، ۵/۳۰۷ کیلوگرم
۳-علی میرزایی، ۳۰۰ کیلوگرم
در بازی‌های هلسینکی، نامجو مرد خارق‌العاده لقب گرفت. او قبل از شرکت در مسابقات وزنه‌برداری، همراه امپل زاتوپک، قهرمان مشهور دوهای استقامت بازی‌های المپیک ۱۹۴۸ لندن و ۱۹۵۲ هلسینکی و جهان، به حضور رئیس‌جمهور فنلاند، کوکونن، رسید. در این دیدار، رئیس‌جمهور کشور میزبان، برجسته‌ترین نشان ورزش این کشور، به نام «آهن» را بر سینه این دو قهرمان مشهور جهان نصب کرد و پس از مدتی صحبت با آنها، ناهار را به اتفاق صرف کردند. نامجو دربارهٔ این نشان گفت: « «نشان آهن» را در فنلاند به فاتحین جنگ‌های بزرگ می‌دهند. این نشان خیلی پرارزش است و تا آن زمان فقط به چهار نفر داده بودند».
نشان المپیک در آستانه چهل سالگی
پس از تختی، نصیری و امیرضا خادم، سهم نامجو به همراه چند نفر دیگر، در رده‌بندی بیشتری حضور در بازی‌های المپیک، مرتبه چهارم است. او در سه المپیک پیاپی (لندن، هلسینکی و ملبورن) حضور داشت و در دو المپیک ۱۹۵۲ و ۱۹۵۶ پرچمدار کاروان ورزشی ایران بود.
نامجو در فاصله یک سال و اندی با جشن چهلمین سالروز تولدش، در مسابقه‌های وزنه‌برداری بازی‌های ملبورن شرکت کرد و این در شرایط بود که امریکاییان یک هموطن ایتالیایی‌تبار، به نام چارلز وینسی، را آماده کرده بودند تا بر کرسی نخست بازی‌ها قرار دهند. استوگف روسی که نامجو را در المپیک ۱۹۵۵ مونیخ، با اختلاف ۵/۲۲ کیلوگرم پشت سرگذاشته بود، حریف دیگر او بود. نامجو در ملبورن، به رقابت بااین دو جوان از دو کشور صاحب نام در ورزش پرداخت و با بهره‌گیری از روش سنتی خود، روی سکوی مسابقات رفت. وقتی این مسابقه پایان یافت. نامجو همه را شگفت‌زده کرده بود؛ زیرا چیزی نمانده بود که بر یک یا هر دوی این قهرمانان جهانی فایق آید و برسکوی اول مسابقات قرار گیرد. جزئیات کار این سه نفر به این ترتیب بود:
۱-چارلز وینسی: ۱۵۰+۱۰۵+۵/۱۳۲=۵/۳۴۲ کیلوگرم
۲-ولادیمیر استوگف: ۱۰۵+۱۰۵+۵/۱۲۷=۵/۳۳۷ کیلوگرم
۳-محمود نامجو: ۱۰۰+۵/۱۰۲+۱۳۰=۵/۳۳۲ کیلوگرم
نامجو در مقابل برداشتن ۱۰۵ کیلوگرم در حرکت پرس، به علت کم لطفی داوران ناکام ماند(۱–۲) وی در صورت توفیق، با نفر دوم مساوی می‌کرد و در مجموع، حد نصاب جدیدی را به دست آورد.
نامجو در سال ۱۹۵۷ باز نشان جهانی گرفت و در سال ۱۹۵۸ در بازی‌های آسیایی، دوم شد و در سال ۱۹۶۰ برای شرکت در بازی‌های المپیک رم آزمایش به عمل آورد. شاید اگر در تیم ملی جای می‌گرفت، به نشان برنز دست می‌یافت؛ نشانی که نصیب اسماعیل علم‌خواه، دیگر وزنه‌بردار دست خروس وزن ایران، شد.

## محرومیت از نشان
عدم شرکت ایران در مسابقات جهانی ۱۹۵۳ و بازی‌های آسیایی ۱۹۵۴ مانیل، ایران را از نشان‌های طلا، نقره و برنز این بازی‌ها محروم کرد. یکی از بخت‌های مسلم نشان طلای بازی‌ها، محمود نامجو بود. تیم وزنه‌برداری ایران در سال ۱۹۵۴ در مسابقه‌های جهانی وزنه‌برداری در وین شرکت کرد و نامجو با مجموع ۵/۳۰۷ کیلوگرم، صاحب نشان نقره شد. در بازی‌های آسیایی مانیل، یواین هو با مجموع ۵/۲۸۷ کیلوگرم، برنده نشان طلا شده بود! درنتیجه، نه تنها نامجو، بلکه علی میرزایی هم می‌توانست به راحتی صاحب نشان طلای این بازی‌ها شود. نامجو و میرزایی به این شکل از نشان بازی‌های آسیایی محروم شدند.
مسابقات جهانی ۱۹۵۷، تهران و نشانی دیگر برای نامجو
تهران، برای نخستین بار در سال ۱۹۵۷، میزبان مسابقات جهانی وزنه‌برداری شد. تیم ملی ایران به کاپیتانی محمود نامجو و رهبری مجید بختیار، در این مسابقه‌ها که برای قاره آسیا هم مسابقات قهرمانی محسوب می‌شد. شرکت کرد و با کسب دو نشان نقره و سه نشان برنز توسط علی صفا سنبلی، دکتر محمد حسن رهنوردی، محمود نامجو، جلال منصور و فیروز پژهان، با تیم آمریکا در مقام دوم مساوی شد. نامجو و سنبلی در دسته خروس وزن(۵۶ کیلوگرم) با قهرمان شوروی و سایر حریفان به رقابت پرداختند. نامجو درانتخاب وزنه‌ها آزاد عمل کرد؛ اما سنبلی، گوش به فرمان مربی تیم، داوود نصیری سمنانی، بود. در پایان رقابت‌ها، استوگف، از شوروی، گوی سبقت را ربود و با فاصله زیاد به مقام قهرمانی جهان رسید. نامجو در رقابت با سنبلی با اختلاف ۵/۷ کیلوگرم و با مجموع ۳۲۰ کیلوگرم به نشان برنز بسنده کرد و برای نخستین بار از یک هموطن شکست خورد.
بازی‌های آسیایی ۱۹۵۸ توکیو
در توکیو، اندکی بیش از چهل سال از سن نامجو می‌گذشت و با این حال، در رقابت با یک جوان ژاپنی صاحب دومین نشان از بازی‌های آسیایی شد. او در این رقابت، خیلی تلاش کرد، اما در حرکت دو ضرب، ده کیلوگرم از حریف عقب ماند و به نشان نقره بسنده نمود. نامجو در ا ین مسابقه مجبور بود از وزن خود به مقدار قابل توجهی بکاهد، در نتیجه، استقامت لازم را برای رویارویی با حریفی که حدوداً بیست سال از او جوانتر بود، نداشت.
۱-سیگرو کوگره (ژاپن): ۹۵+۱۱+۱۳۰=۳۲۵ کیلوگرم
۲-محمود نامجو:۱۰۰+۹۵+۱۲۰=۳۱۵ کیلوگرم
نبرد در چهل و سه سالگی
در مسابقه‌های انتخابی بازی‌های المپیک ۱۹۶۰ رم، نامجو در آستانه چهل و سه سالگی، با اسماعیل علم خواه، به رقابت پرداخت تا با شکست دادن وی، در تیم ملی ایران جای گیرد و برای چهارمین بار در بازی‌های المپیک شرکت کند؛ اما او دیگر نامجوی چهار سال قبل نبود. او میدان را به رقیب جوان و شاگرد خود، علم‌خواه؛ واگذار کرد و از این پس نامجو نظاره‌گر مسابقه‌ها بود، نه فرد فعال و پرجنب و جوش و خبرساز.
دومین مربی ایرانی در خارج از کشور
در سال ۱۹۵۶، ترک‌ها از نامجو دعوت کردند تا به عنوان مربی تیم ملی، وزنه‌برداران آن کشور را آماده نماید، نامجو دراین باره می‌گوید:
«در سال ۱۹۵۶،ترکیه از من دعوت کرد در مورد وزنه‌برداری آنجا برنامه‌ریزی کنم، وقتی رفتم به ترکیه، مرا به باشگاه فاتح بردند که آنجا تمرین دهم. گفتم اردو بگذارید و همه وزنه‌برداران خوب کشورتان را جمع کنید تا من برنامه‌ریزی کنم و تمرین دهم. اردو را بردم در یکی از جزایر ترکیه و تمام قهرمانان ترکیه در آنجا جمع شدند. یکی از قهرمانان مرا درست تحویل نگرفت، وقتی متوجه رفتار و صحبت‌هایش شدم، همه را جمع کردم و گفتم من نه به جهت پول اینجا آمده‌ام و نه چیزهای دیگری که شمافکر می‌کنید. بعد هم برای اینکه نشان بدهم کسی هستم و در چهل سالگی می‌توانم وزنه‌برداری و حرکات ورزشی را به راحتی انجام دهم، یک سری عملیات ورزشی زورخانه‌ای و ژیمناستیکی انجام دادم. بدنم که گرم شد، وزنه ۱۰۵ کیلوگرمی را گذاشتم و گفتم هر کسی می‌تواند، بیاید آن را یکضرب بالای سرش ببرد. بعد خودم آمدم و آن را بالای سر بردم.
بعداً جمال آبی، که از همه وزنه‌بردران ترک بالاتر بود. جلو آمد و به وزنه‌برداران گفت: این مربی ایده ال است و باید به حرف‌هایش گوش کرد: من دو ماه در ترکیه بودم و درهمین مدت، پایه وزنه‌برداری را در ترکیه محکم کردم…»
بدین گونه، نامجو پس از سلماسی، دومین مربی بین‌المللی بود که در خارج از کشور مربیگری کرده است.

## عناوین
عناوین قهرمانی وی از سال ۱۹۴۷ قاهره تا ۱۹۵۸ توکیو بدون در نظر گرفتن مدال‌هایش در رویدادهای داخلی و خارجی به شرح زیر می‌باشد:
1. طلای قاهره ۱۹۴۷
2. پنجم المپیک ۱۹۴۸ لندن
3. طلای جهانی ۱۹۴۹ لاهه
4. طلای جهانی ۱۹۵۰ پاریس
5. طلای جهانی ۱۹۵۱ میلان
6. طلای آسیایی ۱۹۵۱ دهلی
7. نقره المپیک ۱۹۵۲ هلسینکی
8. نقره جهانی ۱۹۵۴ وین
9. برنز جهانی ۱۹۵۵ مونیخ
10. برنز المپیک ۱۹۵۶ ملبورن
11. برنز جهانی ۱۹۵۷ تهران
12. نقره آسیایی ۱۹۵۷ تهران
13. نقره بازی‌های آسیایی ۱۹۵۸ توکیو